# Parlamento di Vanuatu
Il Parlamento di Vanuatu è il parlamento è la camera legislativa dello stato insulare di Vanuatu. È composto da 52 membri, eletti per un mandato quadriennale, tramite il sistema del Voto singolo non trasferibile.